# St. Cosmas und Damian (Rauns)

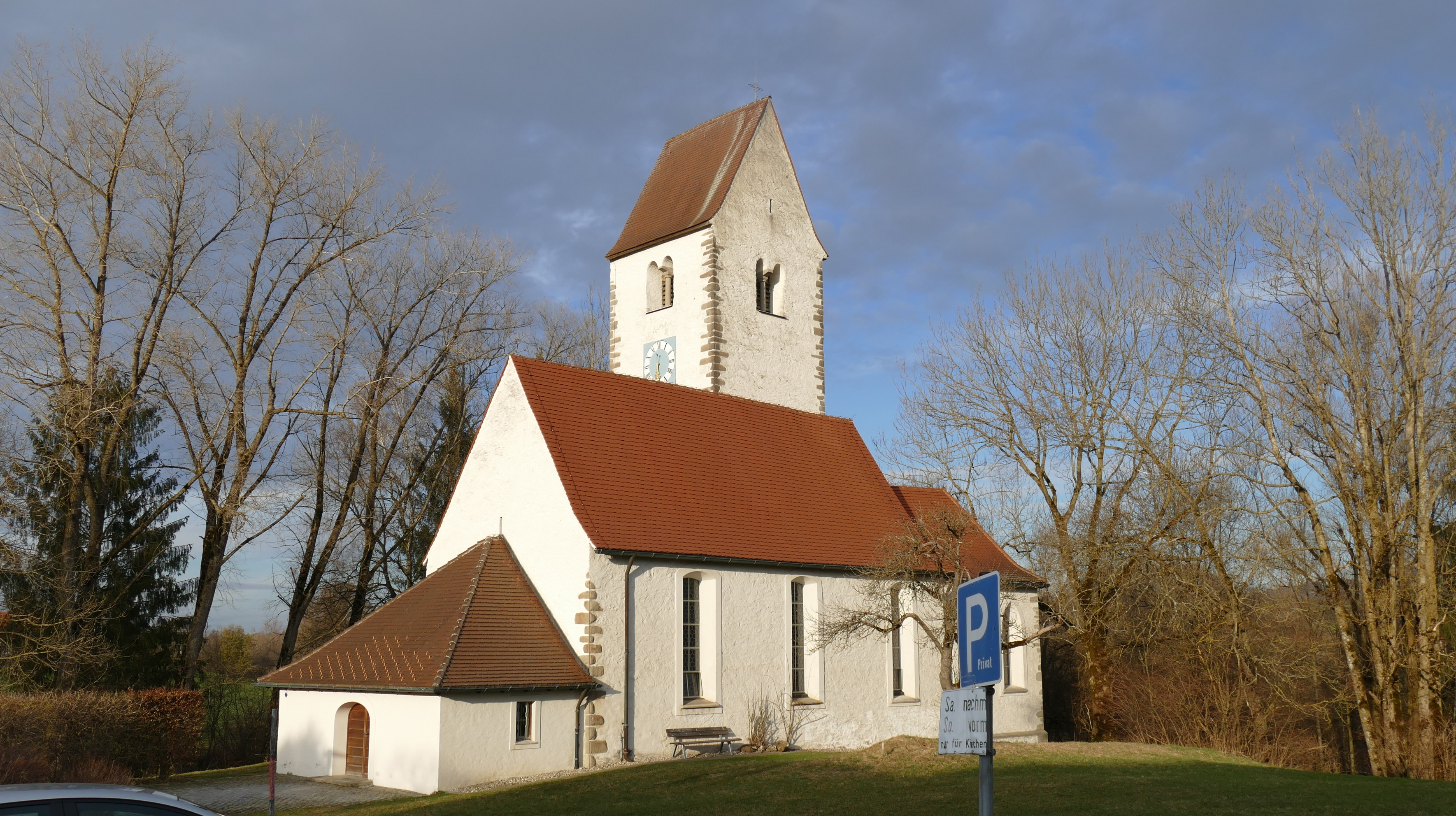
Kirche von Rauns an der Iller

St. Cosmas und Damian ist eine Kirche aus dem 13. und 16. Jahrhundert im Dorf Rauns in Waltenhofen im Landkreis Oberallgäu.

## Geschichte

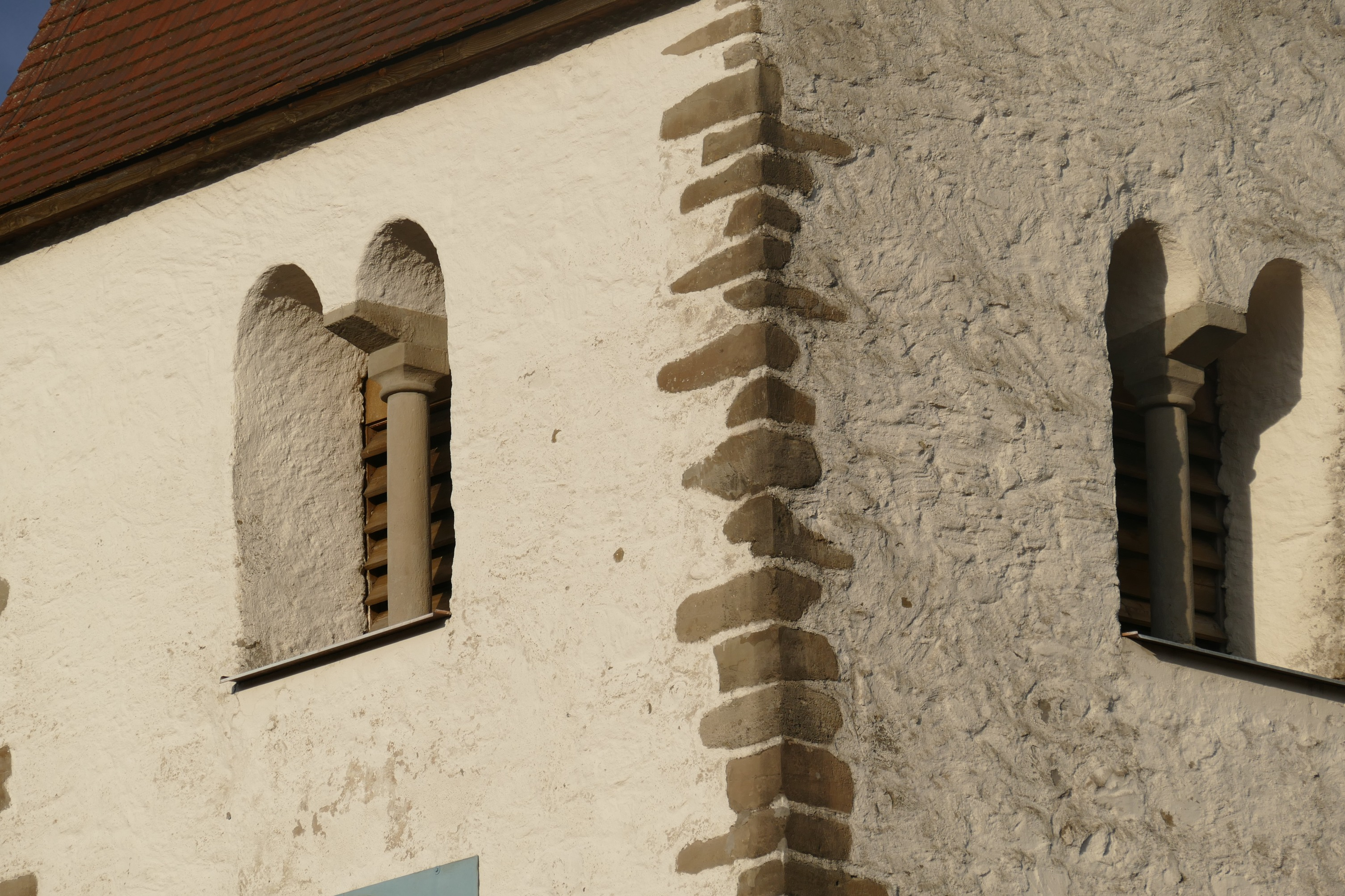
Kirchturm von 1250 mit Schallöffnungen und Eckquaderung

Die gotische  Kirche wurde im 13. Jahrhundert unter den Herren von Rauns als Eigenkirche unweit ihrer Burg nahe der Iller erbaut.
1464 gehörte die Kirche den Herren von Werdenstein. Um 1500 wurde das Kirchenschiff unter Beibehaltung des Kirchturms neu gebaut.
1543 war die Kirche zwinglianisch und gehörte zur reformierten Reichsstadt Kempten.
1548 wurde sie vom Stift Kempten erworben und mit der Pfarrei Waltenhofen vereinigt.
Nach der Säkularisation überließ das Königreich Bayern 1808 das Bauwerk den 26 Bauern von Rauns. Heute gehört die Kirche wieder der Pfarrei St. Martin in Waltenhofen. Es finden regelmäßig Messfeiern statt.

## Beschreibung

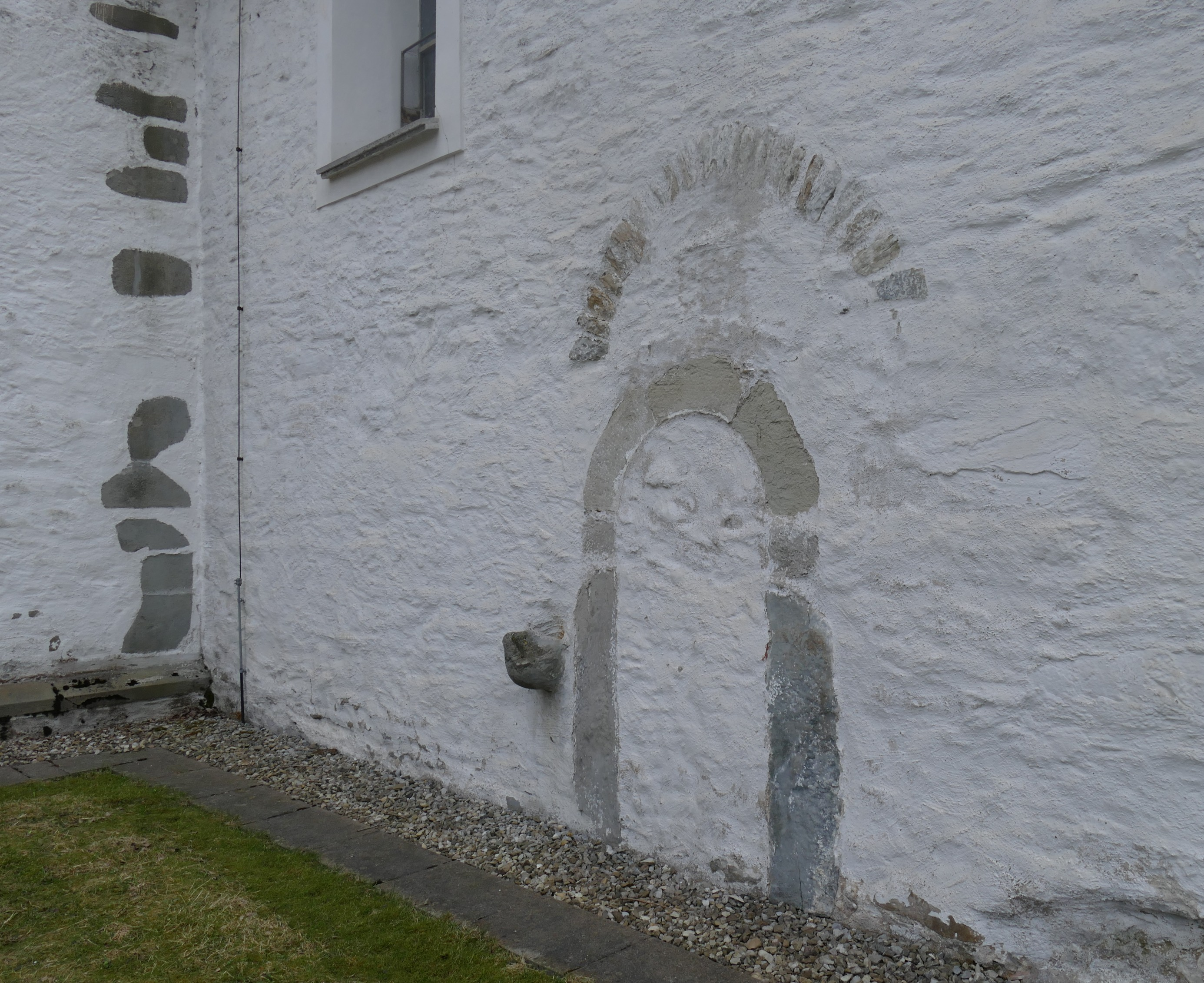
Nordseite mit ehemaligem Eingang

Aus dem 13. Jahrhundert ist der massive  Kirchturm mit Satteldach und sichtbaren Eckquadern erhalten. Mit einer Grundfläche von etwa 6 auf 6 Metern steht er seitlich des Schiffs auf der Nordseite. Er wird von Baedekers Reiseführer spätromanisch genannt. Die großen Fenster der Schallöffnungen sind mit Säulen geschmückt. Im Sims eines Turmfensters ist die Jahreszahl 1215 eingehauen. Ein großes nach Westen weisendes Zifferblatt zeigt den Einbau einer Uhr an.
Das Schiff mit drei Fenstern auf der Südseite und zwei weiteren Spitzbogenfenstern im Chor wird auf etwa 1500 datiert. Das Schiff ist mit Vorzeichen und Chor etwa 20 Meter lang und acht Meter breit.
An der Nordseite ist ein heute vermauerter Eingang in zwei Ausbauphasen sichtbar. Daneben ist an der Außenwand ein Weihwasserbecken angebracht.

## Ausstattung

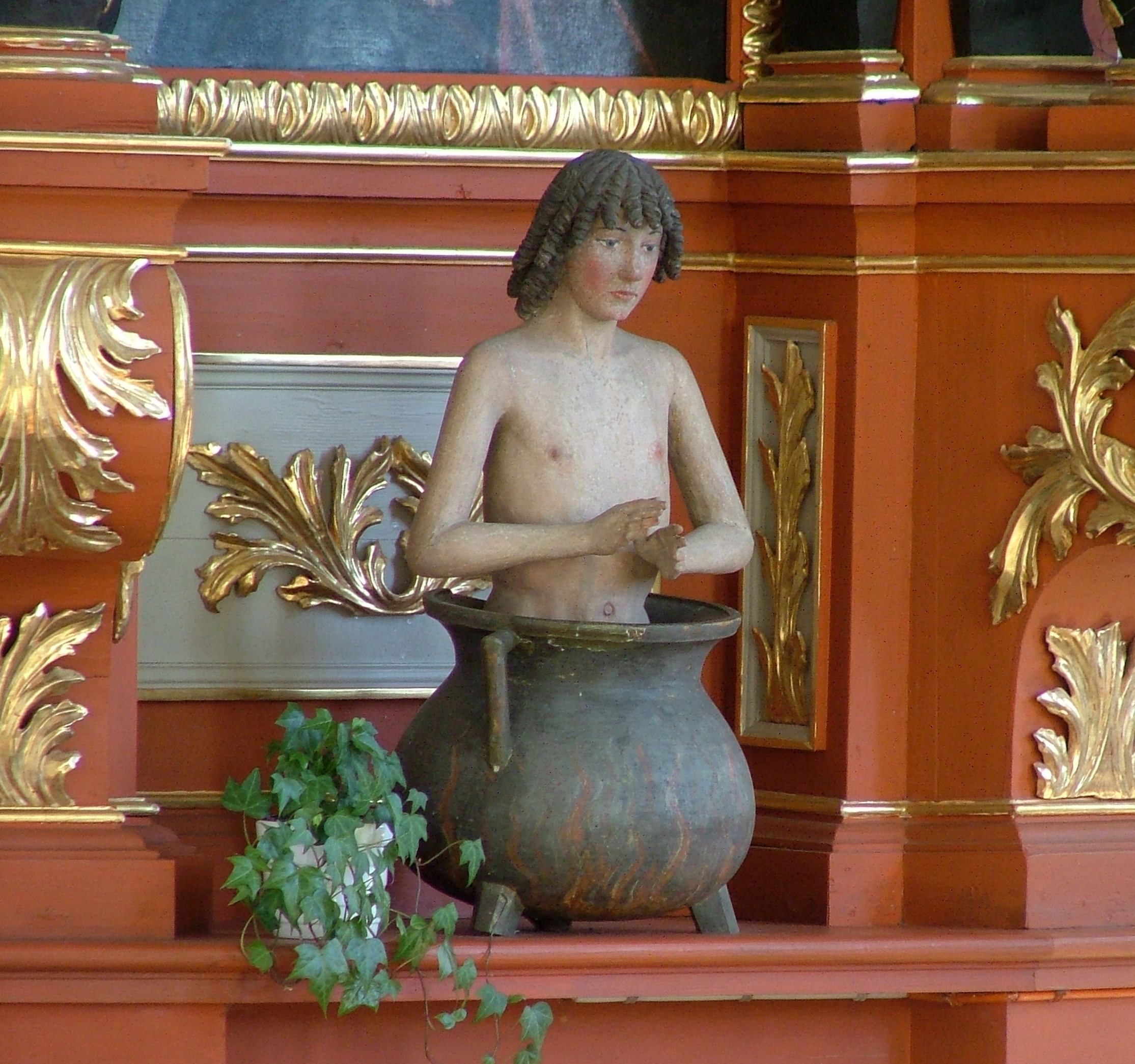
Martyrium des hl. Veit am linken Seitenaltar

Die Ausstattung umfasst zahlreiche mittelalterliche Skulpturen, die zumeist aus der stauferzeitlichen Vorgängerkirche stammen. Die raumbeherrschenden barocken Altäre und die hölzerne Decke entstanden um 1685. Die Altarblätter der Seitenaltäre (Ende des 17. Jahrhunderts) zeigen den hl. Antonius von Padua (links) und den Schutzengel (rechts).
Die Kirchenpatrone Cosmas und Damian, zwei Ärzte des 4. Jahrhunderts, sind dreimal dargestellt: An der nördlichen Langhauswand sind zwei frühere Seitenaltarfiguren aus der Zeit um 1300 aufgestellt. Die Vorderseite des gemauerten Zelebrationsaltars schmücken Reliquienbüsten der beiden Heiligen aus dem Umkreis des Meisters des Imberger Altars, um 1480. Zwei weitere, um 1500 in einer Ulmer Werkstatt geschaffene Statuen flankieren die Muttergottes im Zentrum des Hochaltars. Die beiden seitlichen Hochaltarfiguren stellen die heiligen Sebastian und Agatha dar.

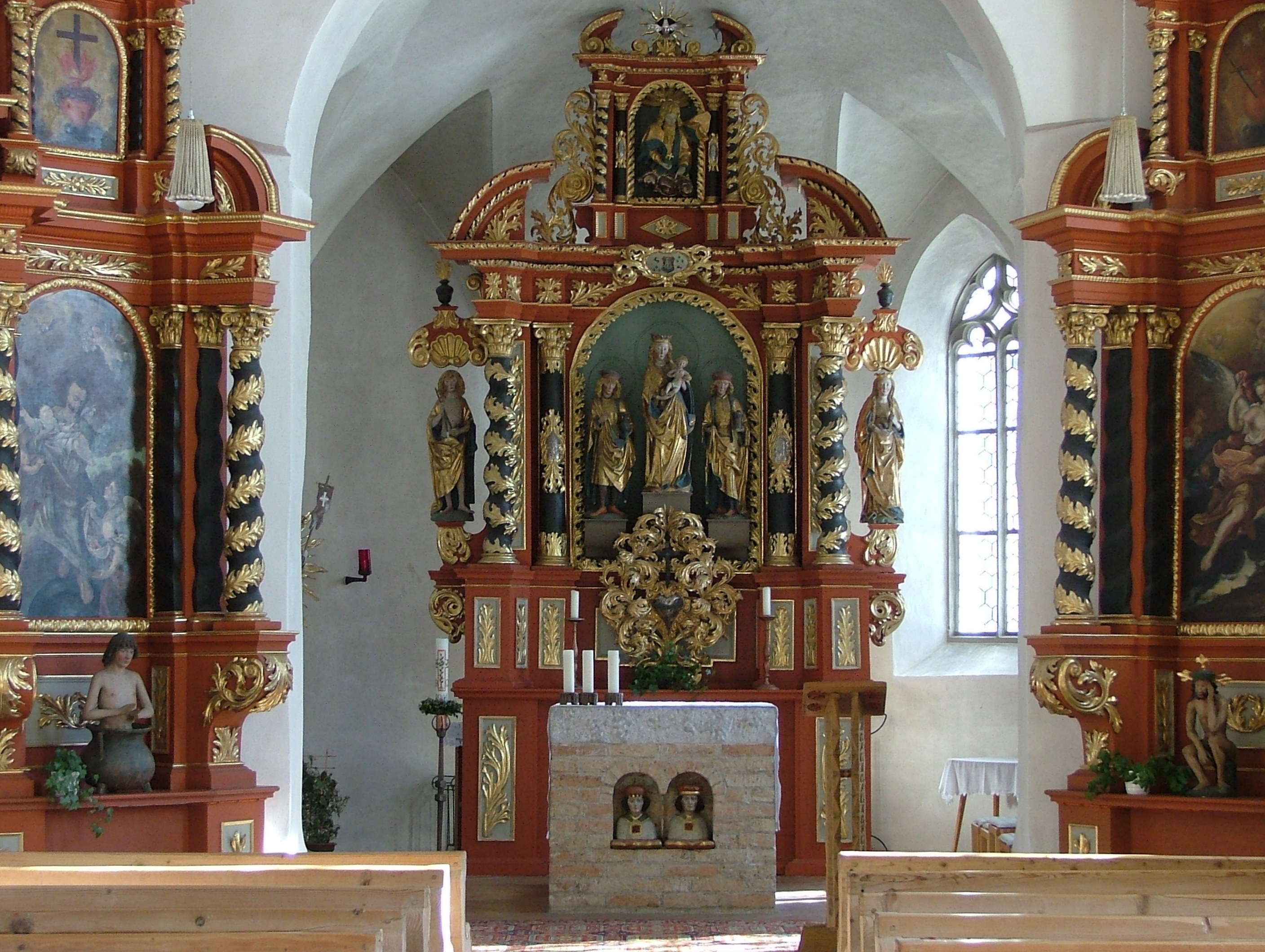
Barocke Altäre (um 1685) und Zelebrationsaltar mit älteren Skulpturen
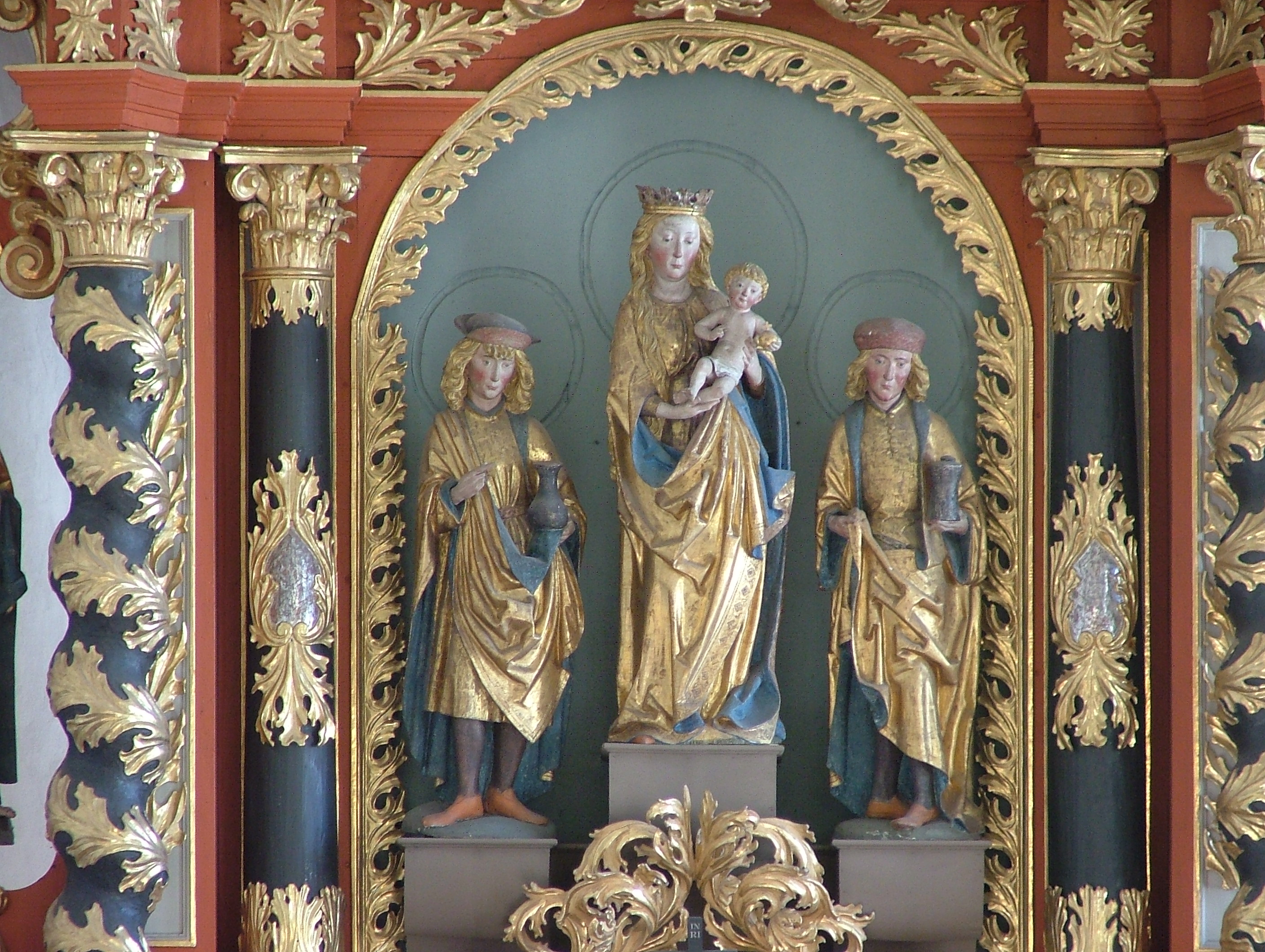
Cosmas, Damian und die Muttergottes (um 1500) im Hochaltar
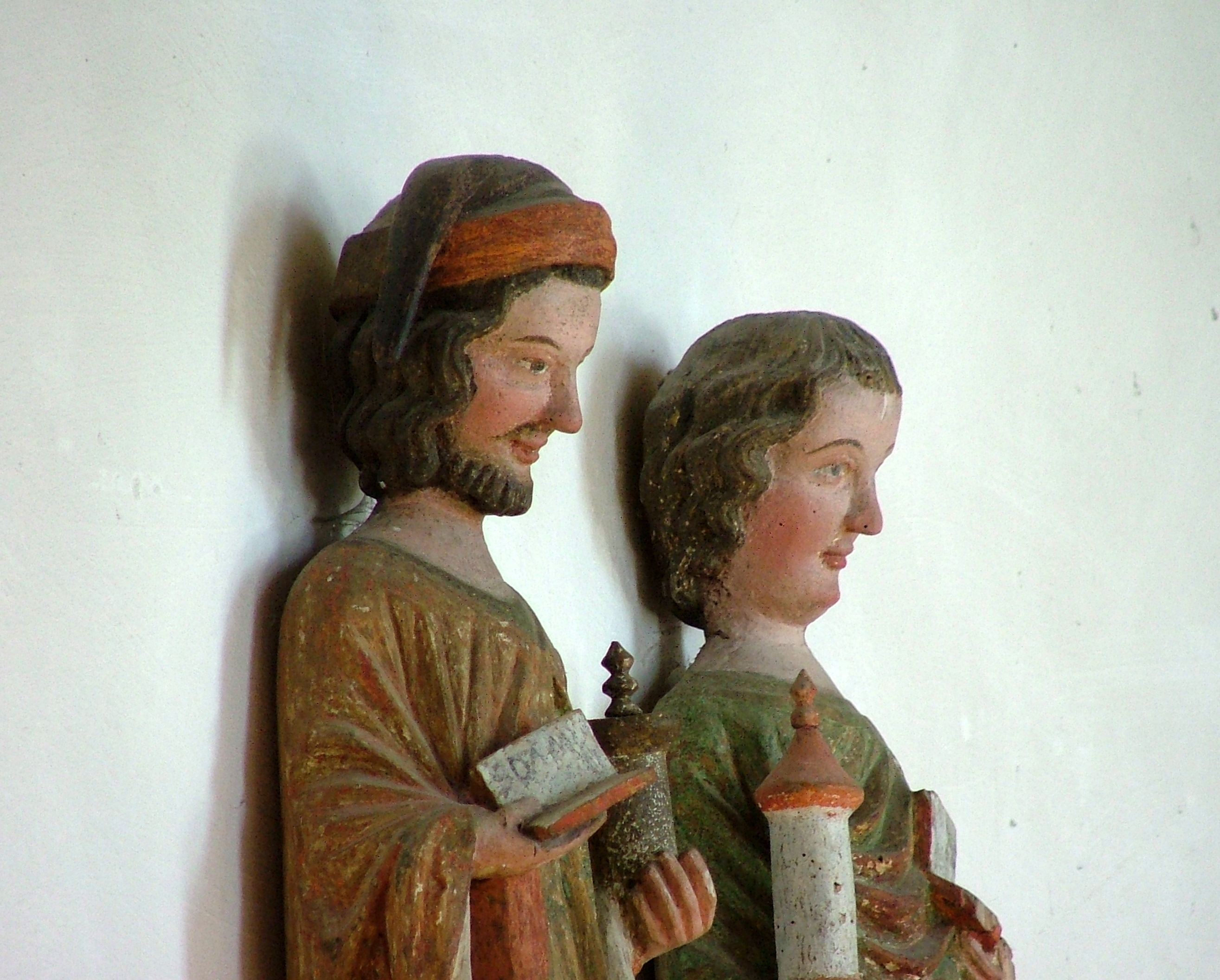
Cosmas und Damian (um 1300) an der Langhauswand